# 三井大橋

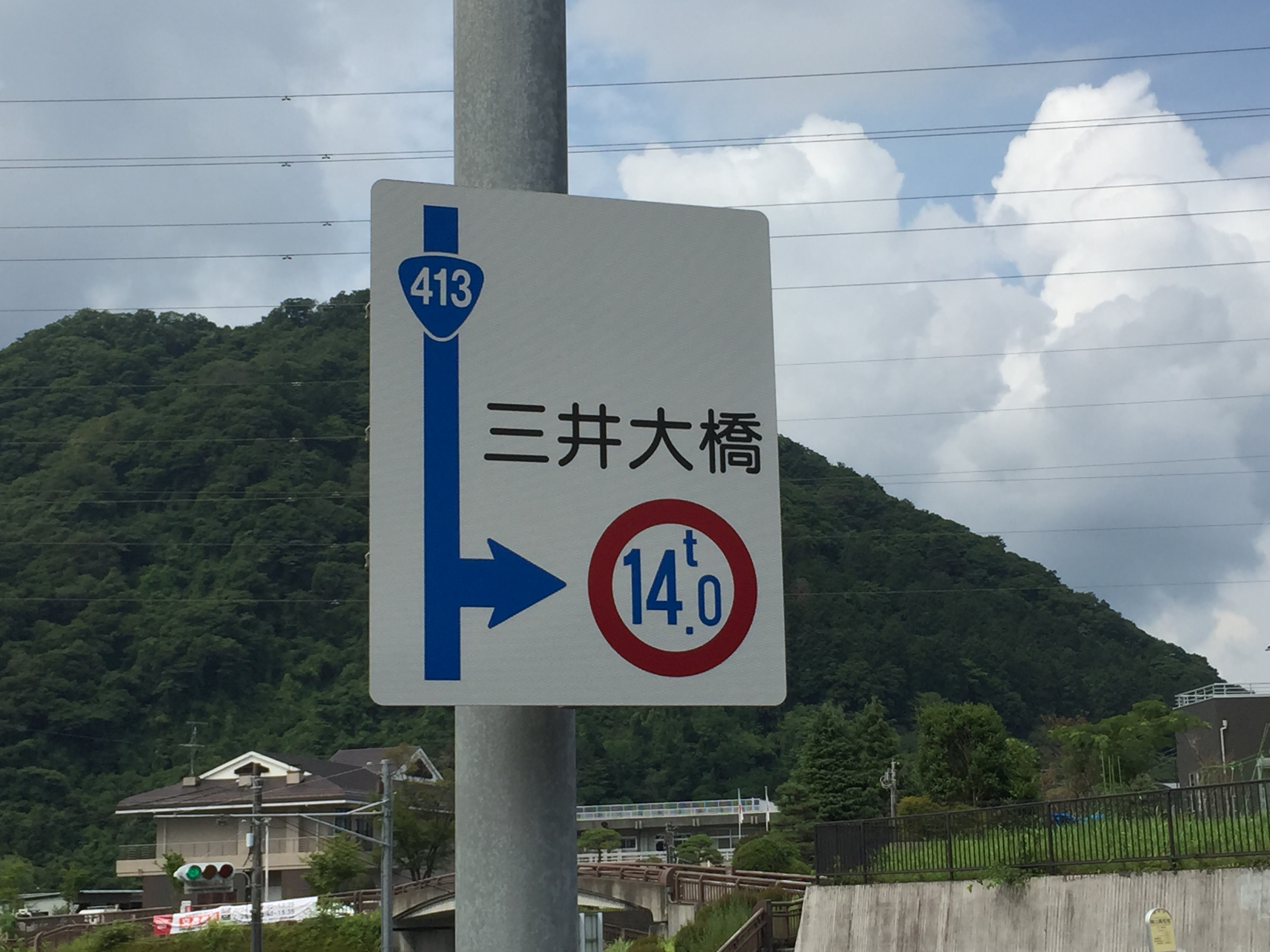
国道413号と県道鳥屋川尻線分岐点にある重量制限の規制予告（相模原市緑区城山）。 三井大橋は重量14 t以上の車両は通行できない。

三井大橋（みいおおはし）は神奈川県相模原市緑区太井の神奈川県道513号鳥屋川尻線の途中に架かるアーチ橋。かながわの橋100選に選ばれている。城山ダムが完成したために津久井湖上を横断する目的で架けられた。また、歩道橋として隣に建設された三井そよかぜ橋についても本項で記述する。

## 概要
三井大橋は津久井湖建設前に塩民集落と対岸荒川集落を結ぶ全長135 m、幅3.7 mの木製の吊橋であった塩民橋（しおたみばし）を城山ダム建設に伴い、塩民橋の代替として架橋されたもので、1964年（昭和39年）に完成した

### 諸元
- 路線名 - 県道鳥屋川尻
- 形式 - 鋼下路ランガー橋および鋼2径間連続合成鈑桁橋
- 橋格 - 2等橋 (TL-14)
- 橋長 - 211.800 m
  - 支間割 - 130.000 m + (2×40.000 m)
  - アーチライズ - 20.000 m
- 幅員
  - 有効幅員 - 5.500 m
  - 車道 - 5.500 m
- 縦断勾配 - 1.0 %放物線（ランガー部）、0.5 %直線（鈑桁部）
- 横断勾配 - 2 %放物線
- 床版 - 鉄筋コンクリート
- 橋脚 - ラーメン式橋脚（P1橋脚高45.000 m、P2橋脚高31.000 m）
- 施工 - 石川島播磨重工業[注釈 1]
- 架設工法 - ケーブルエレクション工法、ステージング工法（鈑桁部の一部のみ）

## 三井そよかぜ橋
三井そよかぜ橋は、歩行者・自転車が三井大橋を通行する際の安全や利便性を確保するため、三井大橋横に建設し、2012年（平成24年）5月に開通した歩道橋である。

### 三井そよかぜ橋の建設（ギャラリー）

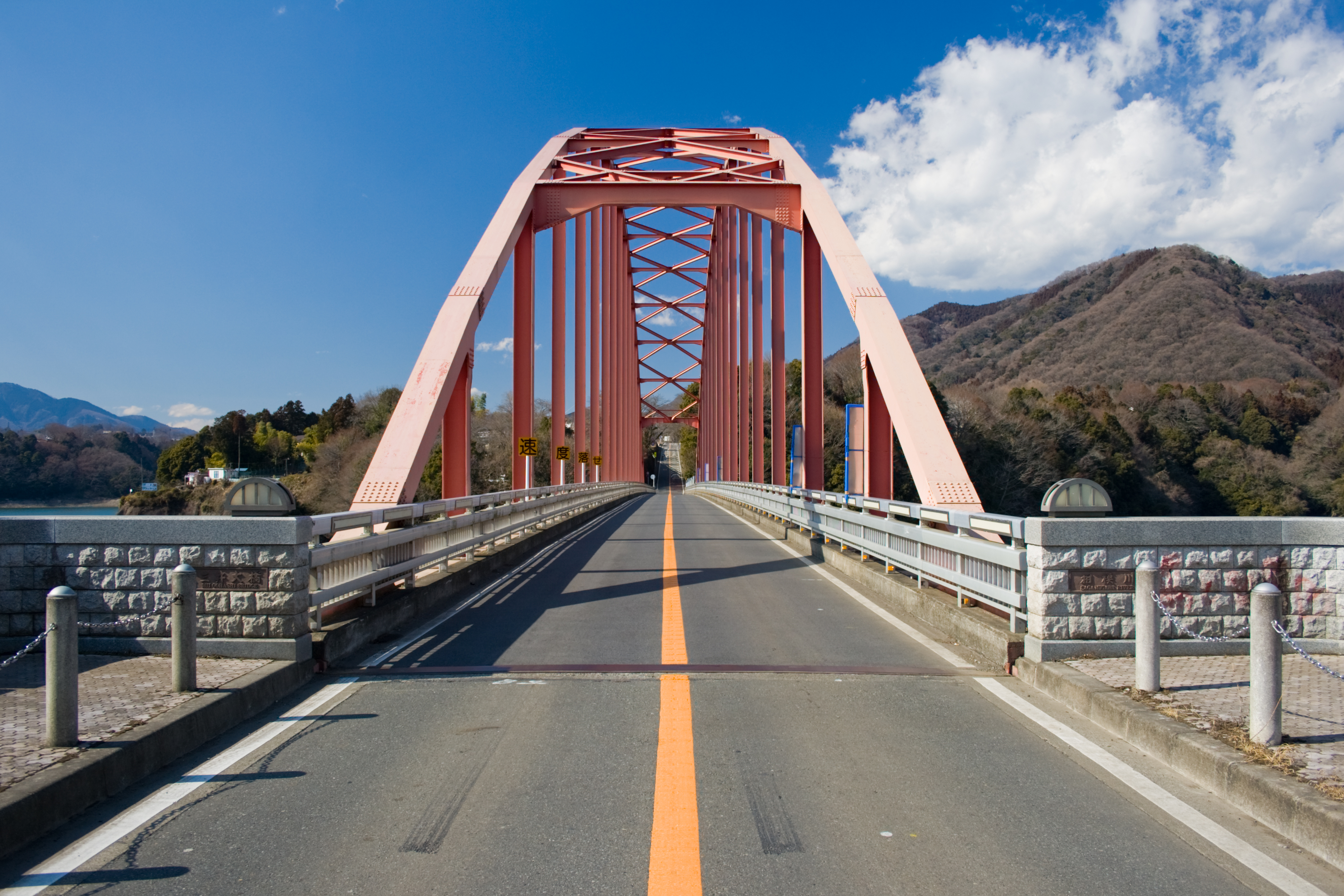
（建設前の三井大橋）
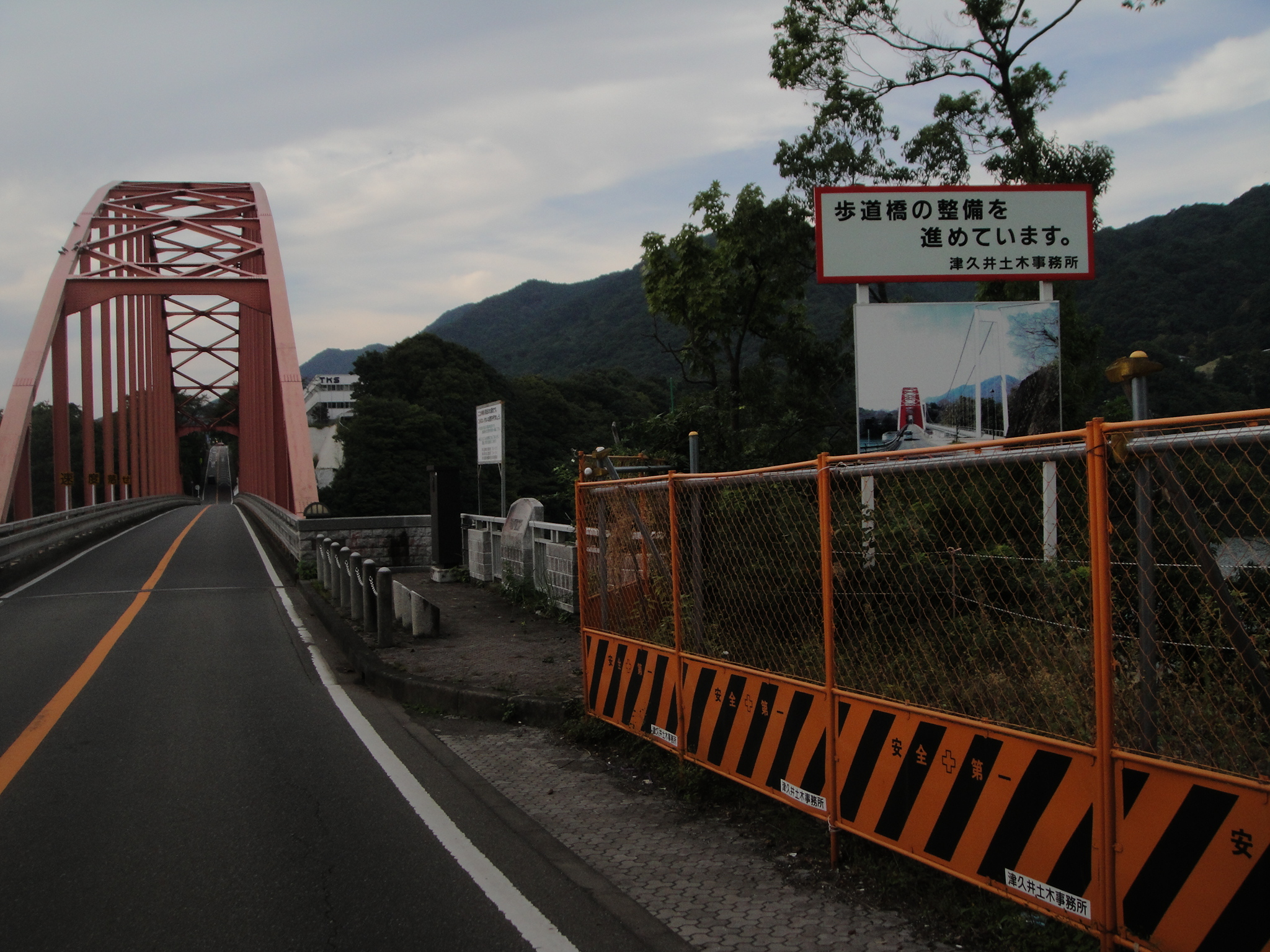
（2010/10/23）
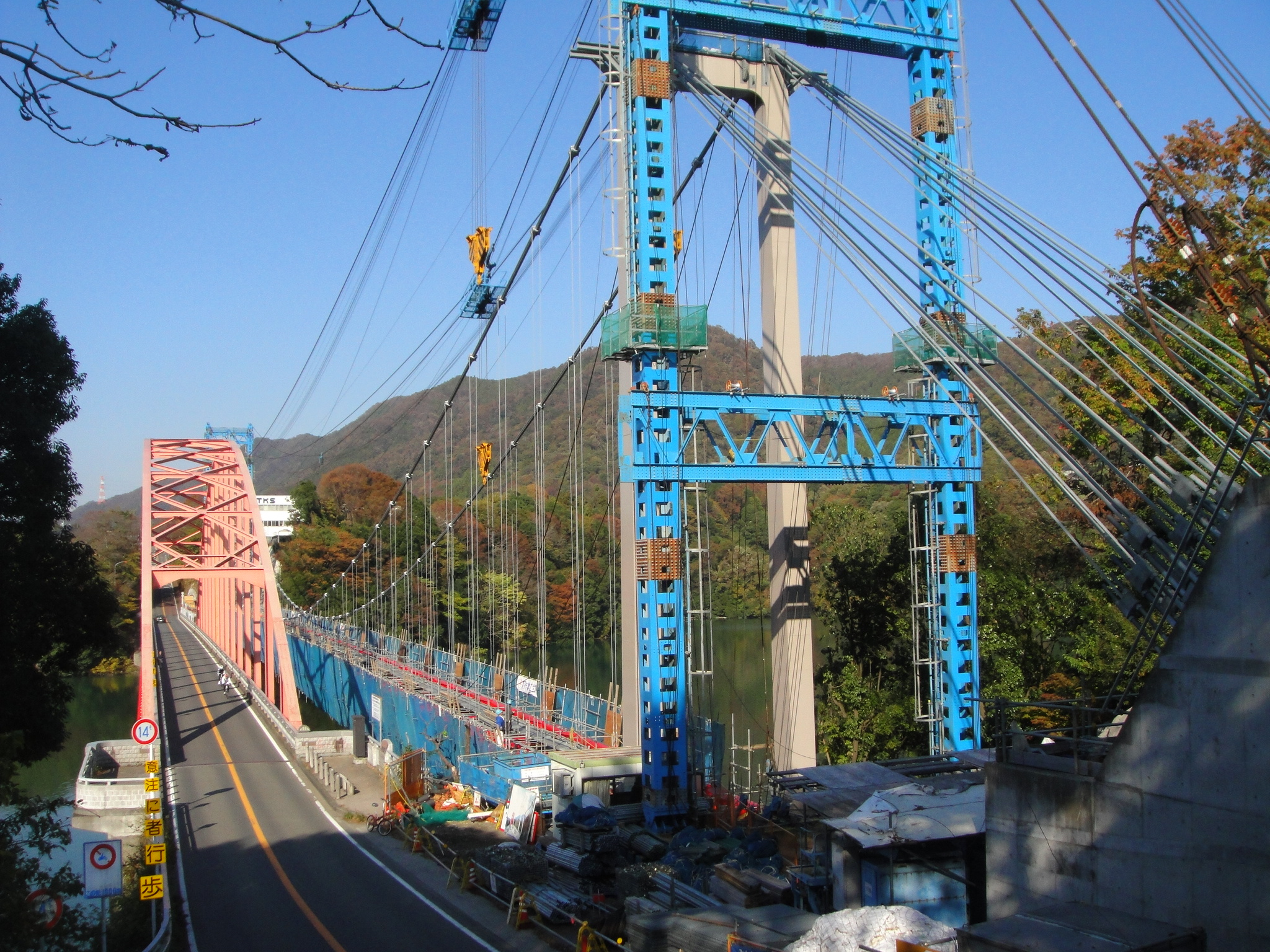
（2011/11/23）
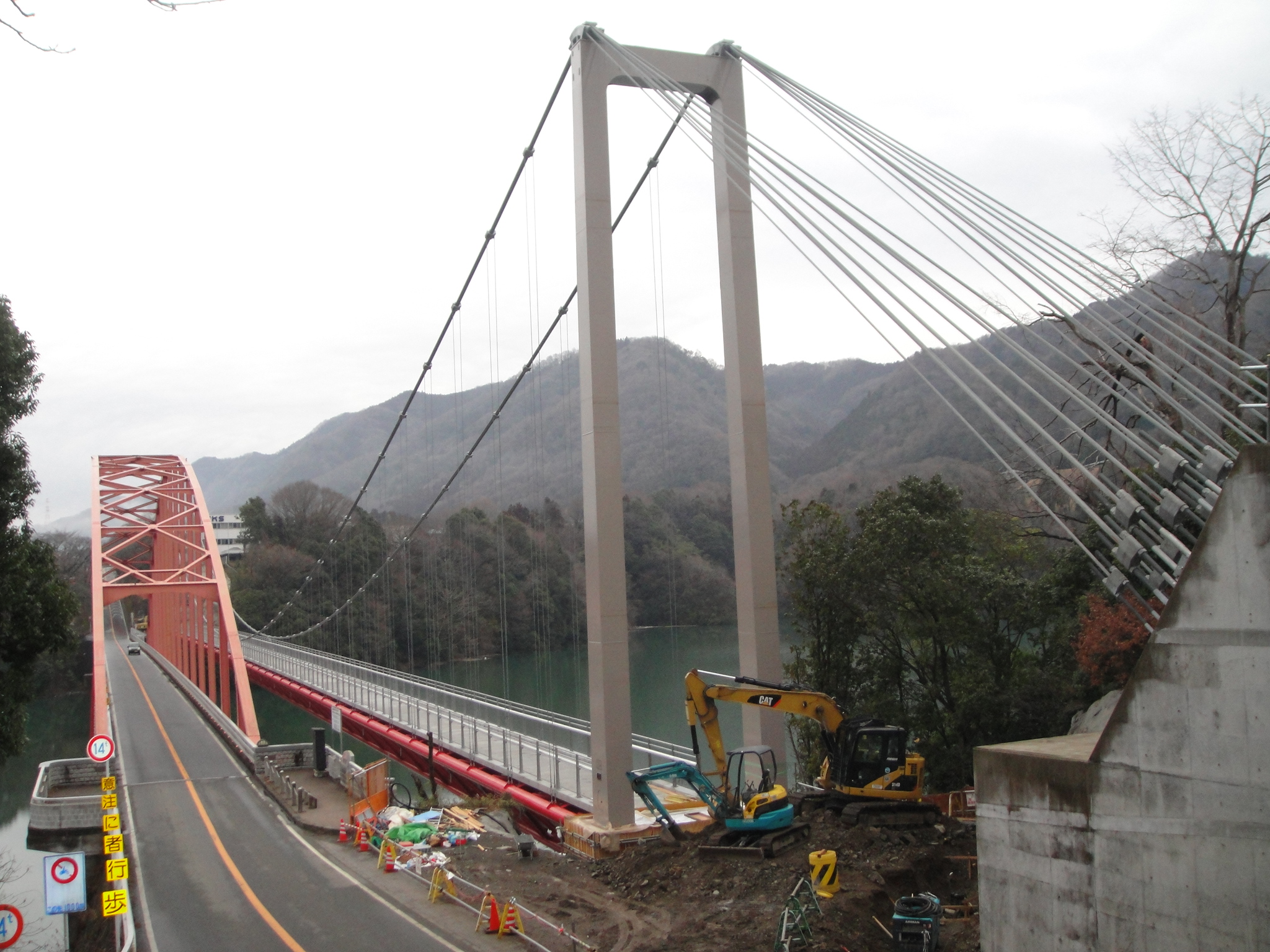
（2012/2/26）

## 位置
- 北緯35度35分19.6秒 東経139度16分4秒 / 北緯35.588778度 東経139.26778度
- 八王子［南西］ - 地理院地図
- 三井大橋 - Google マップ

## 近隣の橋
（上流）- 築井大橋（相模ダム） - 弁天橋 - 桂橋 - 名手橋 - 三井大橋
三井大橋 - 城山大橋（城山ダム） - 新小倉橋 - 小倉橋 - 高田橋 -（下流）